# Palazzo Da Magnale
Palazzo Da Magnale si trova a Firenze in via del Sole 11, angolo piazza Santa Maria Novella.
Si tratta di un palazzo cinquecentesco, riconoscibile per la ricercata decorazione classicista all'esterno.
Il pian terreno presenta una fascia in pietra fino alla cornice marcadavanzale, un portale con timpano triangolare, finestre inginocchiate con timpani simili e un panca di via. Al primo piano, oltre la cornice dentellata (dove sul fregio si legge il motto Mihi Labor Decus), si allineano cinque finestre con timpano arcuato, mentre ai piani superiori le aperture sono più semplici: con architrave aggettante al secondo e con cornici a rilievo al terzo. Un analogo prospetto con tre aperture si trova sul lato di piazza Ottaviani.
Gli spigoli sono evidenziati dal bugnato fino al piano nobile e in angolo si trova lo stemma di famiglia, in pietra.

## Altre immagini

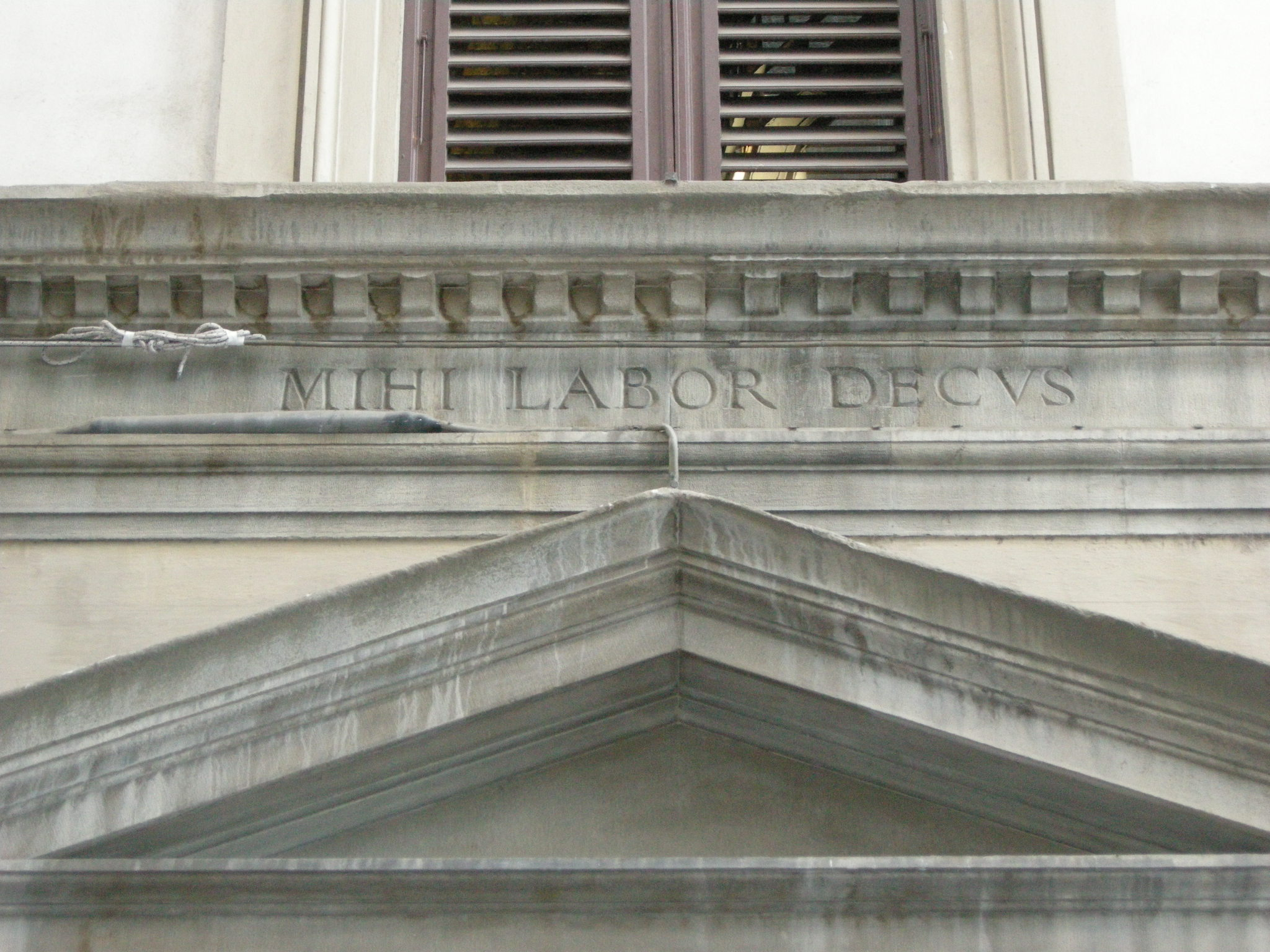
Il motto
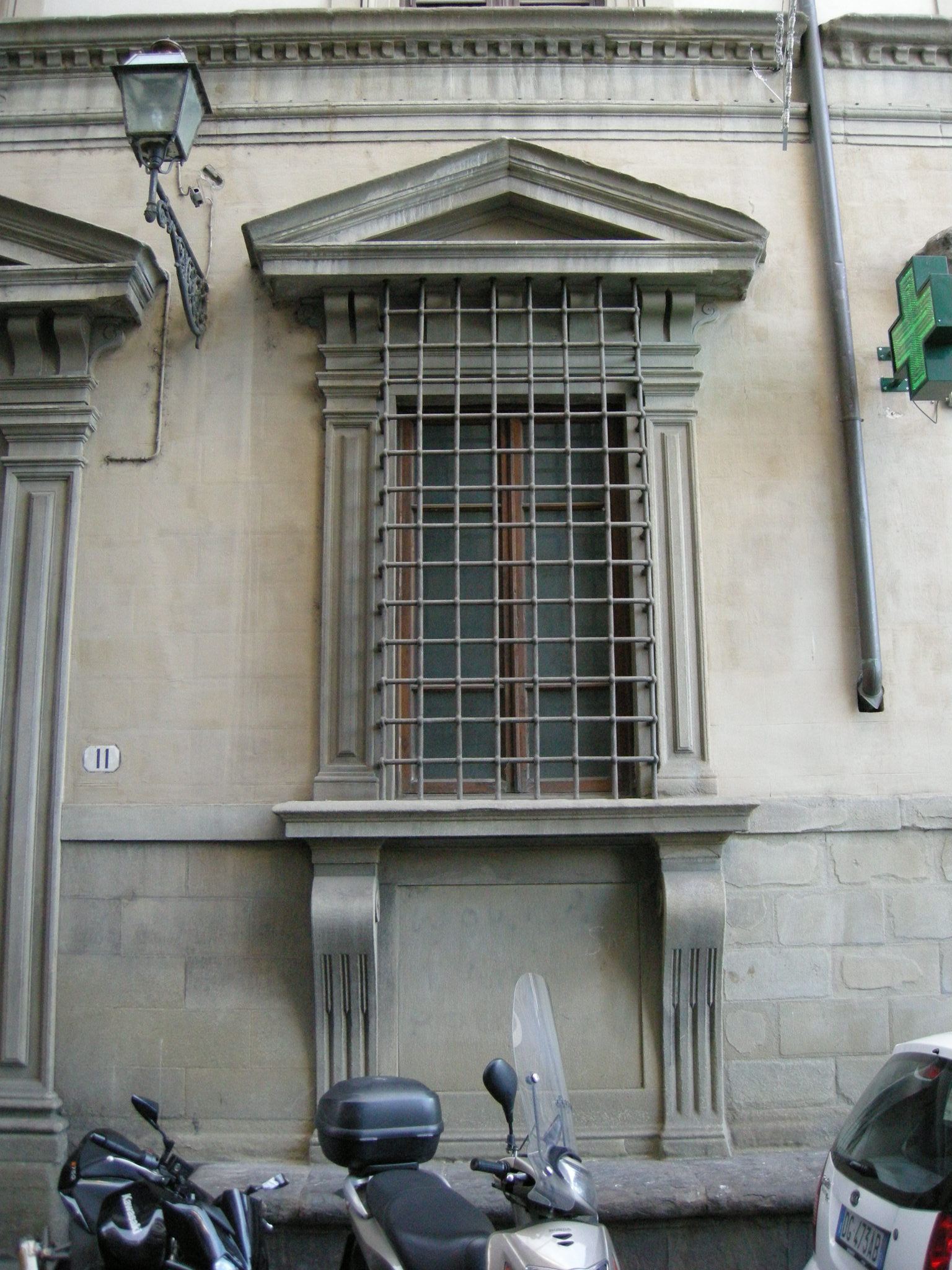
Finestra inginocchiata
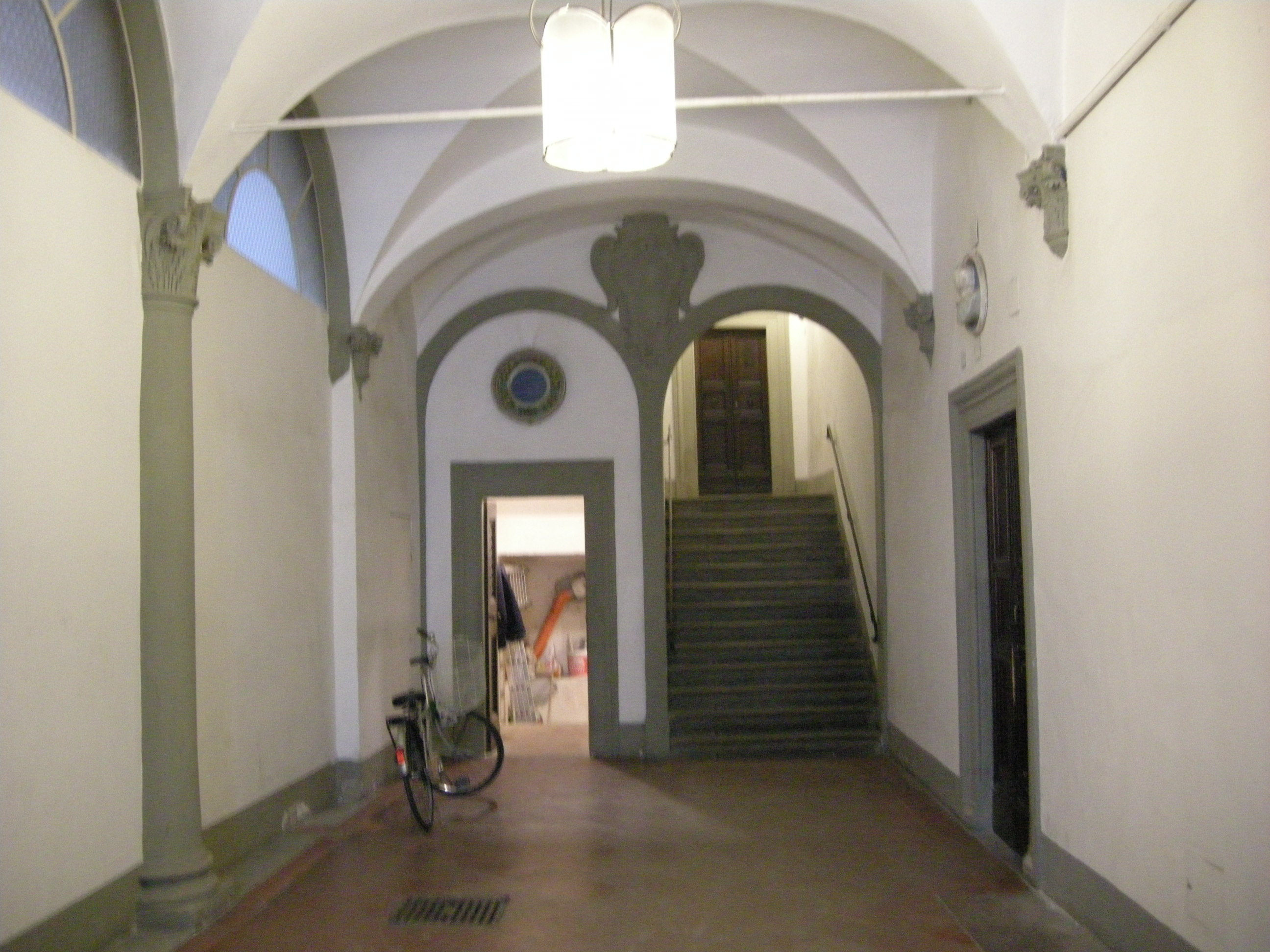
Atrio
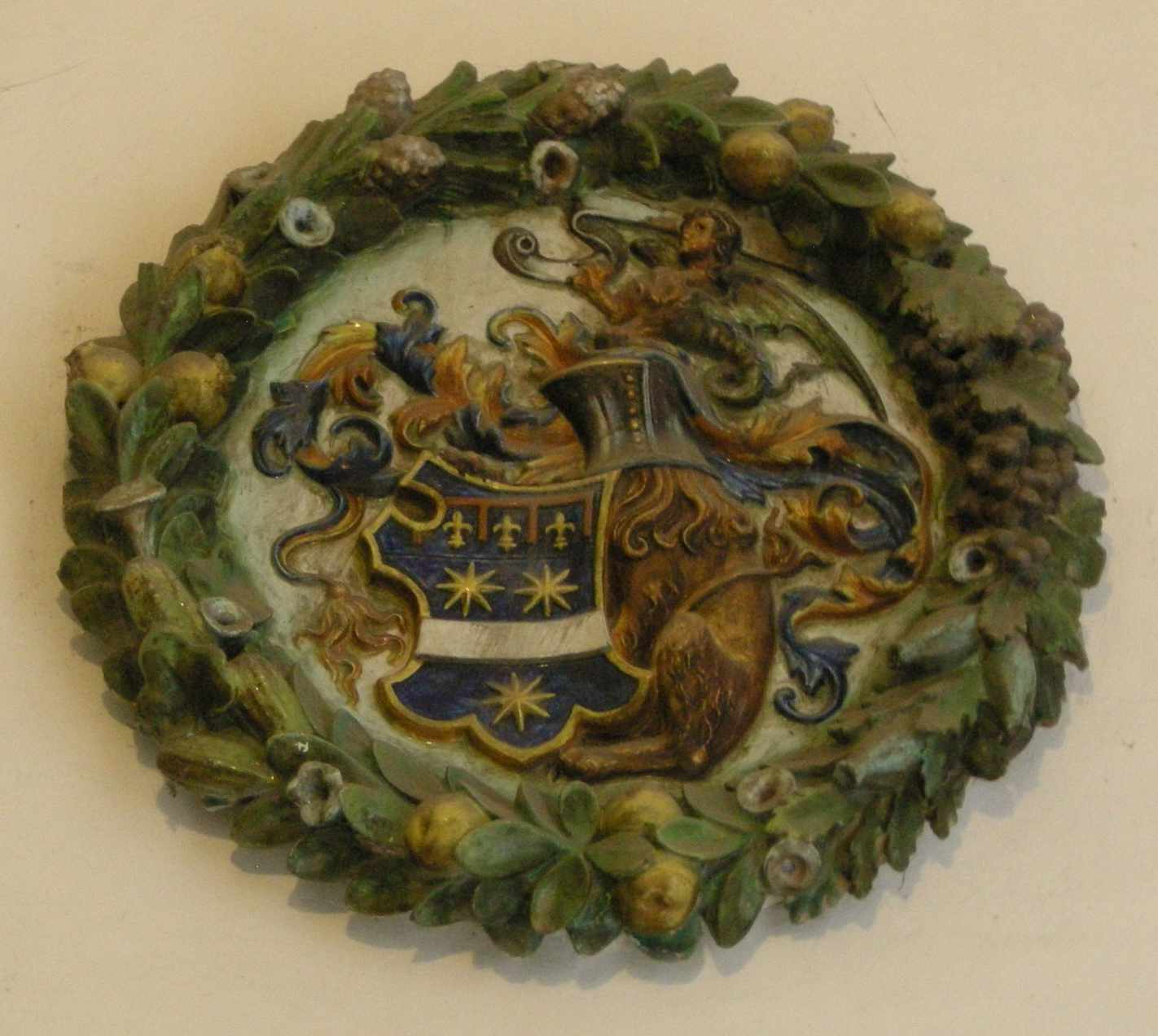
Robbiana con stemma nell'atrio